# Mar Noguerol
María del Mar Noguerol Álvarez (Jaén), conocida como Mar Noguerol es una médica de familia y política española, defensora de la sanidad pública y de la atención primaria.

## Trayectoria
Es de origen jienense pero creció en Madrid. A los dieciocho años, se trasladó a Bilbao donde trabajó como administrativa. Con veintitrés años, comenzó estudios de Medicina y al mismo tiempo consiguió plaza de administrativa por oposición. Cuando acabó la carrera, hizo la residencia en Asturias y tras aprobar las oposiciones a médico de familia, comenzó a trabajar en el centro de salud Cuzco de Fuenlabrada del que, en 2016, fue nombrada directora y en el que ha desarrollado toda su carrera profesional.
A finales de 2012, se creó en Madrid la plataforma ciudadana conocida como Marea Blanca en la que se agruparon varios colectivos de profesionales de la Medicina para luchar contra las políticas del Gobierno de la Comunidad de Madrid en materia de sanidad. Uno de esos colectivos fue la Asociación de Facultativos Especialistas de Madrid (AFEM) creada por médicos como Mónica García, Carlos Castaño, Belén Padilla o la propia Noguerol, quien también formó parte de su Junta Directiva como Vocal de Medios de Comunicación. Desde entonces, apoya las movilizaciones en defensa de la sanidad pública madrileña.
En 2019, fue en las listas de Unidas Podemos al ayuntamiento de Fuenlabrada como independiente.
En junio de 2022, el Gobierno de la Comunidad de Madrid resolvió con una sanción de diez meses sin empleo y sueldo el expediente que le había incoado para aclarar si Noguerol había realizado contratos irregulares en 2021 durante la quinta ola de COVID-19. La ejecución de la resolución fue paralizada por el juzgado tras la solicitud de Noguerol de medidas cautelares en enero de 2023.
En el desempeño de su carrera profesional, se ha interesado por varios proyectos, entre los que se puede destacar su participación con la ponencia Respuesta desde Atención Primaria de Salud en el Simposio Internacional Brotes de Leishmaniasis Visceral que se celebró en Madrid los días 26 y 27 de marzo de 2012, a raíz del incremento de casos de leishmaniasis en humanos que se dio en la zona sur de la Comunidad de Madrid entre finales de 2009 y el año 2012. En 2014, se publicó en la Revista Española de Cardiología el estudio Prevalencia de la fibrilación auricular en España. Resultados del Estudio OFRECE en el que Noguerol participó como colaboradora de atención primaria.
Forma parte del Comité científico de la revista Comunidad, publicación del Programa de Actividades Comunitarias de Atención Primaria (PACAP) perteneciente a la organización semFYC. También tiene actividad como formadora.

## Relación con Yolanda González
Noguerol compartía piso en Aluche con Yolanda González, cuando esta fue asesinada en 1980 por un comando ultraderechista. Se habían conocido en un encuentro estatal del Partido Socialista de los Trabajadores (PST) en el que ambas militaban. Tras el asesinato de González, Noguerol, junto a sus compañeros de partido, trató de que todos los miembros del comando fueran imputados y participa en los actos de homenaje que se realizan cada año en el aniversario del asesinato.